# Bataille de Cherchar
 (octobre 2024).
Révolte 1814-1815
Batailles
- Bataille des Issers (1519)
- Prise d'Alger (1520)
- Bataille de la Kalâa des Beni Abbès (1553)
- Bataille de M'Sila (1554)
- Bataille de la Kalâa des Beni Abbès (1559)
- Siège de la Kalâa des Beni Abbès (1590)
- Siège d'Alger (1598)
- Bataille de Guidjel (1638)
- Bataille de Aït Aïssi (1745)
- Bataille des Zouaoua (1746)
- Bataille des Aït Irathen (1754)
- Insurrection de Kabylie (1756)
- Bataille de Draâ El Mizan (1767)
- Bataille de Draâ El Mizan (1768)

La bataille de Cherchar est un affrontement qui a eu lieu en 1815, entre la régence d'Alger, plus précisément le beylik de Constantine, et le cheikh des Beni Abbès, avec les tribus vassales de la Medjana : les Ouled Dahmane, les Hasnaoua et les Hachem. À l'issue de cette bataille Tchaker Bey est complètement défait et doit se replier sur Constantine.

## Contexte
Le bey Tchaker fait une tournée dans la Medjana et demande une entrevue aux Mokrani des différentes branches. Le camp beylical est dréssé près du mausolée de Sidi Betka, ancien sultan des Beni Abbès (actuellement cimetière de la ville de Bordj Bou Arreridj).  
Aussitôt arrivés, les Mokrani sont victime d'une trahison et le bey les fait décapiter dans une embuscade. C'est notamment la faction des Bou-Rennan, porté par une intrigue au pouvoir au détriment des autres branches des Mokrani qui est la cible des assassinats. Un des Mokrani, ainsi qu'une fille de l'une des victimes parcourent la plaine au galop pour avertir les tribus aux alentours du méfait. Le bey crut en l'absence des chefs, le moment favorable de monter une expédition contre la Medjana, centre vital de son ennemi,. 

## Déroulement
Lorsque le bey et sa colonne arrivèrent au niveau de Cherchar, ils rencontrèrent une résistance inattendue. Les hommes, femmes, et vieillards se défendent jusqu'au bout, avec des fusils ou des moyens rudimentaires, des bousâadi, sabres, ou pioches au point que le bey Tchaker, perdant beaucoup de monde, quitta précipitamment le champ de bataille suivi de quelques spahis de sa garde.
La montagne qui domine les lieux est surnomée « Oum Rissan » pour avoir été témoin de tant de têtes tombées lors de la bataille. La Medjana est totalement indépendante jusqu'à une nouvelle expédition de Tchaker Bey sur les Ouled Madhi en 1817, qui sere également complètement défaite par les Mokrani et les tribus alliés. 